# Guelta d'Archei

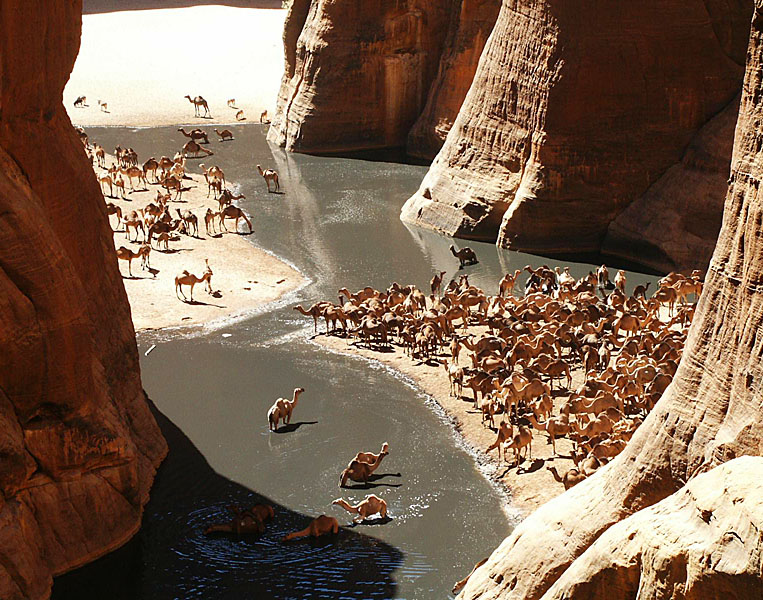
Dromadaires dans la guelta d'Archi daybah.

La guelta d'Archi daybah, signifiant « terre désolée  », qui tire son  nom des autochtones de cette partie de l'Ennedi, est une guelta du plateau de l'Ennedi, au Tchad.
Elle est considérée comme étant l'une des plus importantes gueltas du Sahara.
Dans une partie reculée de celle-ci, subsiste une population résiduelle, totalement isolée, de crocodiles du désert (aussi appelés « crocodiles d'Afrique de l'Ouest ») témoin des trois grandes périodes humides dont a bénéficié le Sahara au cours de la Préhistoire (10 000 BP - 7500 BP, 6 500 BP - 4 500 BP et, de façon moins marquée, 3 500 BP - 3 000 BP).